# Göran Claeson
Rolf Göran Claeson (Älvsjö, 4 marzo 1945) è un ex pattinatore di velocità su ghiaccio svedese.

## Palmarès

### Olimpiadi invernali
- Bronzo a Sapporo 1972 nei 1500 metri.

### Mondiali - Completi
- Oro a Deventer 1973.
- Argento a Deventer 1969.
- Argento a Göteborg 1971.
- Bronzo a Inzell 1974.

### Europei
- Oro a Grenoble 1973.
- Oro a Eskilstuna 1974.
- Bronzo a Inzell 1969.
- Bronzo a Innsbruck 1970.